# قانون اشا
نگرش آیین زرتشت به جهان هستی، پیروی و پیوستن به قانون اَشا است از دیدگاه او خداوند جان و خرد، جهان را بر پایهٔ هنجاری آفریده که بر تمام هستی حکمفر ماست او این هنجار و نظم حساب شده را اَشا می‌نامد. استواری قانون اَشا بر جهان هستی، بازتاب اراده و خواست پروردگار بزرگ است. انسان باید خود را با هنجار هستی، همگام و همراه سازد. راستی و درستی، مهر و فروتنی و فروزه‌های نیک انسانی را در خود پرورش دهد. قانون اَشا نیروی هماهنگ کنندهٔ جهان هستی است و هیچ پدیده‌ای از اتم تا کهکشان وجود ندارد که پایهٔ این هنجار هماهنگ، استوار نباشد. آن‌هایی که کج اندیشی برگزینند، بدگفتاری و زشت کرداری به وجود می‌آورند برخلاف قانون اَشا گام بر می‌دارند و براساس فرایند کنش و واکنش نتیجهٔ رفتار خود را دریافت خواهند کرد. از این دیدگاه هرگز پروردگار، جایگاهی به نام دوزخ برای شکنجهٔ انسان پدید نیاورده بلکه این خود انسان است که از روی عملکردش، بهشت و دوزخ را پدید می‌آورد. بهشت یا بهترین مکان هستی، رسیدن به شادی و آرامش روان است که بازتاب اندیشه و کردار نیک انسان است. دوزخ یا بدترین جای هستی، یعنی عذاب وجدان و افسردگی روان، پی آمد کژاندیشی است که در دو جهان مادی و مینوی (تن و روان) به سوی انسان باز خواهد گشت. در این فلسفه انسان با گزینش آزادی و عدم قبول جبر زندگی و آیندهٔ خویش را رقم می‌زند. در این نگرش نظریه ((گناه آغازین)) هم مانند نظریه ((جبر)) پذیرفته نیست به این ترتیب، همه بدون گناه و پاک به این دنیا قدم می‌گذارند. پس از زاده شدن باید تلاش کنند تا زندگی را برای خود سامان بخشند. اَشو زرتشت در رسانیدن پیام اَشا به مردم، نیاز به هیچ معجزه‌ای نداشته‌است او نه با معجزه بلکه با زبان خرد و منطق با مردم سخن گفته‌است. شناخت خداوند، پرورش و پویایی ویژگی‌های اخلاقی و نزدیک شدن به اهورامزدا، مهمترین هدف سفارش شده اَشو زرتشت در زندگی انسان است و نخستین گام در راه نزدیک شدن به اهورا، وهومن یا منش نیک است گام دوم، گزینش اَشَه و هیشتَه یا توانایی نظم بخشیدن و هنجار مطلق است، که روشی برای پیوستن به راستی است. گام سوم، خشَتَره وَئیریَه، که به معنای توانایی معنوی و پادشاهی بر خود است. گام چهارم، سپنتَه آرَمئی تی یا مهرورزی است که بیان کنندهٔ رابطهٔ عاشقانه و با محبت بین انسان و خداست نه از روی ترس و بیداد . و گام‌های بعدی فروزه هَه اوروَتات یعنی رسیدن به کمال در انسان که به تدریج به انسان آرمانی نزدیک خواهد شد. و گامی دیگر رسیدن به جاودانگی و بی مرگی است، که اَمره تات و در فارسی امرداد گویند. هفتمین گام در راه و شناخت خدا سرَئوشَه یا سروش است. که نور حقیقت و ندای اهورایی است که چون مشعلی، نهاد انسان و دیدهٔ دل عارف را روشن خواهد کرد.